# Рапперсвиль-Йона (футбольный клуб)
«Рапперсвиль-Йона» (нем. Rapperswill-Jona) — швейцарский профессиональный футбольный клуб из одноимённого города, выступающий в швейцарской Промоушен-лиге, третьем по силе дивизионе.

## История
Клуб был основан 19 октября 1928 года.
По итогам сезона 2007/08 Рапперсвиль получил право сыграть стыковые матчи за выход в Челлендж-лигу. В соперниках достался «Ньон», дома «Рапперсвиль» выиграл со счётом 4:3, а в гостях уступил 1:2 и не сумел выйти в Челлендж-лигу из-за правила выездного года. Год спустя клуб клуб снова вышел в стыковые матчи, на этот раз в соперниках оказался «Кринс», который оказался сильнее «Рапперсвиля» и сохранил место в Челлендж-лиге. В сезоне 2009/10 «Рапперсвиль-Йона» в очередной, третий раз подряд участвовал в стыковых матчах, обыграв в первом раунде «Этуаль» и проиграв во втором раунде «Кьяссо» со счётом 0:1 и 0:2. В сезоне 2013/14 команда вернулась в Промоушен-лигу, дважды обыграв «Натерс» в полуфинале квалификационных игр со счетом 1:0, а в финале «Дюдинген» со счетом 1:1 в гостях и 0:0 дома, благодаря правилу выездного гола.

### Выход в Челлендж-лигу
В сезоне 2016/17 «Рапперсвиль-Йона» добился наибольшего успеха за свою 89-летнюю историю. 13 мая 2017 года После домашней победы со счетом 5:1 над «Юнайтед Цюрих» и благодаря ничьей между лидерами таблицы «Кринс» и «Ла-Шо-де-Фон» команда вышла на первое место в турнирной таблице. В предпоследней игре против «Цюриха II» победил со счетом 2:0. Это дало «Рапперсвиль-Йона» преимущество в пять очков перед последней игрой, что гарантировало выход в «Челлендж-лигу».

### Вылет в Промоушен-лигу
26 мая 2019 года клуб уступил «Арау», а в параллельном матче «Кьяссо» обыграл «Виль», после чего «Рапперсвиль» вылетел в дивизион ниже, Промоушен-лигу.

## Достижения
Первая лига Швейцарии
- Чемпион: 2013

Промоушен-лига
- Чемпион: 2017

## Стадион
«Рапперсвиль-Йона» проводит свои домашние матчи на стадионе «Грюнфельд». Стадион был официально открыт 24 июля 2004 года в товарищеском матче между «Вердером» и «Лионом», который закончился со счетом 3:3. Вместимость — 2500 зрителей, из них сидячие — 800 мест.